# قوات سوريا الديمقراطية
قوات سوريا الديمقراطية يشار إليها باختصار قَسَدْ، هو تحالف متعدد الأعراق والأديان للميليشيات التي يغلب عليها الطابع الكردي، وكذلك للميليشيات العربية والآشورية/السريانية، وكذلك لبعض الجماعات التركمانية والأرمنية والشركسية والشيشانية في الحرب الأهلية السورية. وتتألف قوات سوريا الديمقراطية في معظمها من وحدات حماية الشعب، وهي من الميليشيات الكردية في معظمها، وتقودها عسكرياً. ووفقاً للبنتاغون، كان الأكراد يشكلون 40 في المائة من قوات سوريا الديمقراطية والعرب 60 في المائة في مارس 2017، على الرغم من أن مصادر أخرى تقدر المكونات العربية لقوات سوريا الديمقراطية بأنها أقل بكثير من ذلك. أسست في أكتوبر 2015، أعلنت قوات سوريا الديمقراطية بأن مهمتها هي النضال من أجل إنشاء سوريا علمانية، ديمقراطية وفدرالية، على غرار الحملة الكردية في سوريا في شمال سوريا. وينص دستور الفدرالية الديمقراطية لشمال سوريا الذي تم تحديثه في ديسمبر 2016 على تسمية قوات سوريا الديمقراطية قوة دفاعها الرسمية.
إن الخصوم الرئيسيين لقوات سوريا الديمقراطية وحلفائها هم الجماعات الأصولية السلفية والإسلامية المشاركة في الحرب الأهلية، ولا سيما تنظيم الدولة الإسلامية (داعش)، وجماعات المعارضة السورية التي تدعمها تركيا، والجماعات المنتسبة لتنظيم القاعدة، وحلفاؤها. وقد ركزت قوات سوريا الديمقراطية في المقام الأول على تنظيم الدولة الإسلامية، فطردته بنجاح من مناطق إستراتيجية هامة، مثل الهول، والشدادي، وسد تشرين، ومنبج، والطبقة، وسد الطبقة، وسد البعث، وعاصمة التنظيم السابقة في الرقة.

## التاريخ

### التأسيس
أُعلن إنشاء قوات سوريا الديمقراطية في 11 أكتوبر 2015 خلال مؤتمر صحفي عقد في الحسكة. وقد بني التحالف على التعاون السابق الطويل الأمد بين الشركاء المؤسسين. وعلى الرغم من أن وحدات حماية الشعب ووحدات حماية المرأة تعمل في جميع أنحاء شمال شرق سورية، فإن الشركاء المؤسسين الآخرين متركزين جغرافيا في مناطقهم.
كان شركاء وحدات حماية الشعب في غرفة عمليات بركان الفرات المشتركة، والعديد من الفصائل السورية المتمردة الرئيسية التابعة للجيش السوري الحر، والتي ساعدت على الدفاع عن مدينة عين العرب خلال هجوم داعش على المدينة. كما كان لواء ثوار الرقة في بركان الفرات، وطردته جبهة النصرة وتنظيم الدولة الإسلامية في العراق والشام من مدينة الرقة لكونه متحالفاً مع وحدات حماية الشعب منذ أبريل 2014. وشاركت الجماعة في عملية الاستيلاء على تل أبيض من تنظيم الدولة الإسلامية.

### مكونات قوات سوريا الديمقراطية
1. لواء السلاجقة
2. قوات الصناديد
3. المجلس العسكري السرياني
4. كتائب شمس الشمال
5. جبهة ثوار الرقة
6. وحدات حماية الشعب
7. وحدات حماية المرأة

### التحالف العربي السوري
تدعي حكومة الولايات المتحدة أن التحالف العربي السوري تحالف للميليشيات الإثنية العربية حصراً التي أنشئت أثناء الحرب الأهلية السورية. وهي تتألف في هذا السرد من الجماعات الإثنية العربية وحدها التابعة لتحالف قوات سوريا الديمقراطية.

## اتهامات حقوقية
في مارس 2022، نشر المرصد الأورومتوسطي لحقوق الإنسان تقريرًا كشف فيه عن استهتار قوات سوريا الديمقراطية بأرواح المعتقلين في سجونها دون أي رقابة أو احترام لحقوق الإنسان. سجّل التقرير حالات وفاة في المعتقلات نتيجة التعذيب والمعاملة القاسية، بالإضافة إلى تدهور حالة المحتجزين صحيًا ونفسيًا بسبب الترهيب الذين يتعرضون له. بالإضافة إلى ذلك، كشفت الشبكة السورية لحقوق الإنسان عن استمرار حالات الاحتجاز التعسفي والإخفاء القسري على يد قوات سوريا الديمقراطية، ووفقاً لتقرير صادر عنها، بلغ عدد المحتجزين لدى قوات سوريا الديمقراطية 2216 شخصاً بينهم 98 سيدة و86 طفلاً، حيث يتعرض المدنيون غالبًا للاحتجاز بسبب رفضهم الخضوع للتجنيد الإجباري، أو بسبب آرائهم المعارضة لسياستها.

## ما بعد سقوط الأسد
التقى قائد القوات مظلوم عبدي بالرئيس السوري المؤقت أحمد الشرع في 10 مارس 2025 ووقعا اتفاقًا من 8 بنود يقتضي دمج القوات في مؤسسات الدولة السورية.

## وصلات خارجية
- الموقع الرسمي
- صفحة الفيسبوك
- حساب تويتر